# V620 Возничего
V620 Возничего (лат. V620 Aurigae) — двойная затменная переменная звезда типа Алголя (EA) в созвездии Возничего на расстоянии (вычисленном из значения параллакса) приблизительно 3323 световых лет (около 1019 парсеков) от Солнца. Видимая звёздная величина звезды — от +12,38m до +12,03m. Орбитальный период — около 1,5033 суток.

## Характеристики
Первый компонент — жёлто-белая звезда спектрального класса F5. Эффективная температура — около 6520 K.